# Maxwellove relacije
Maxwellove relacije so enačbe s področja termodinamike, ki jih dobimo iz simetrije drugih odvodov in zveze med štirimi termodinamskimi potenciali (notranja energija U, Helmholtzova prosta energija F, entalpija H in Gibbsova prosta entalpija G) ter štirimi termodinamskimi spremenljivkami stanja (temperatura T, tlak P, prostornina V in entropija S). Poimenovane so po fiziku 19. stoletja James Clerku Maxwellu.

## Schwarzev teorem
Če je funkcija dveh spremenljivk f(x,y) analitična, vrstni red odvajanja ni relevanten. Velja:
{\displaystyle {\frac {\partial }{\partial y}}\left({\frac {\partial f}{\partial x}}\right)={\frac {\partial }{\partial x}}\left({\frac {\partial f}{\partial y}}\right)}
V Maxwellovih relacijah f(x,y) predstavlja funkcijo stanja oziroma termodinamski potencial, x in y pa poljubni termodinamski spremenljivki. Ostali dve termodinamski spremenljivki sta konstantni.

## Funkcija stanja
Funkcija stanja je funkcija, katere vrednost je odvisna le od stanja snovi in ne od poti, preko katere smo to stanje dosegli. V Maxwellovih relacijah kot funkcije stanja nastopajo termodinamski potenciali U, F, H in G, stanje pa definirajo termodinamske spremenljivke T, P, V in S.
Definicija termodinamskih potencialov pri konstantni masi sistema kot funkcije stanja:
{\displaystyle F=U-TS}
{\displaystyle H=U+PV}
{\displaystyle G=H-TS=U+PV-TS=F+PV}

## Štiri osnovne Maxwellove relacije
Štiri osnovne Maxwellove relacije dobimo z enakostjo drugih odvodov štirih termodinamskih potencialov U,H,F in G:
{\displaystyle {\begin{aligned}+\left({\frac {\partial T}{\partial V}}\right)_{S}&=&-\left({\frac {\partial P}{\partial S}}\right)_{V}&=&{\frac {\partial }{\partial S}}\left({\frac {\partial U}{\partial V}}\right)&=&{\frac {\partial }{\partial V}}\left({\frac {\partial U}{\partial S}}\right)\\+\left({\frac {\partial T}{\partial P}}\right)_{S}&=&+\left({\frac {\partial V}{\partial S}}\right)_{P}&=&{\frac {\partial }{\partial S}}\left({\frac {\partial H}{\partial P}}\right)&=&{\frac {\partial }{\partial P}}\left({\frac {\partial H}{\partial V}}\right)\\+\left({\frac {\partial S}{\partial V}}\right)_{T}&=&+\left({\frac {\partial P}{\partial T}}\right)_{V}&=&-{\frac {\partial }{\partial T}}\left({\frac {\partial F}{\partial V}}\right)&=&-{\frac {\partial }{\partial V}}\left({\frac {\partial F}{\partial T}}\right)\\-\left({\frac {\partial S}{\partial P}}\right)_{T}&=&+\left({\frac {\partial V}{\partial T}}\right)_{P}&=&{\frac {\partial }{\partial T}}\left({\frac {\partial G}{\partial P}}\right)&=&{\frac {\partial }{\partial P}}\left({\frac {\partial G}{\partial T}}\right)\\\end{aligned}}\,\!}

## Izpeljava osnovnih Maxwellovih relacij
Osnovne Maxwellove relacije izpeljemo s pomočjo diferencialnih oblik termodinamskih potencialov. Diferencialna oblika notranje energije U je:
{\displaystyle {\begin{aligned}dU&=&TdS-PdV\\\end{aligned}}\,\!}
Ta enačba spominja na  totalni odvod funkcije f oblike:
{\displaystyle df=\left({\frac {\partial f}{\partial x}}\right)_{y}\!dx+\left({\frac {\partial f}{\partial y}}\right)_{x}\!dy}
Če enačbo {\displaystyle dU=TdS-PdV} odvajamo po S in držimo V konstanten ({\displaystyle dV=0}). Dobimo:
{\displaystyle T=\left({\frac {\partial U}{\partial S}}\right)_{V}}
Podobno, če enačbo odvajamo po V in držimo S konstanten ({\displaystyle dS=0}):
{\displaystyle -P=\left({\frac {\partial U}{\partial V}}\right)_{S}}
Vemo tudi, da so za funkcije z zveznimi drugimi odvodi mešani parcialni odvodi enaki
{\displaystyle {\frac {\partial }{\partial y}}\left({\frac {\partial f}{\partial x}}\right)_{y}={\frac {\partial }{\partial x}}\left({\frac {\partial f}{\partial y}}\right)_{x}={\frac {\partial ^{2}f}{\partial y\partial x}}={\frac {\partial ^{2}f}{\partial x\partial y}}}
Za funkcijo f vzamemo notranjo energijo U, za x in y pa entropijo S ter volumen V. Dobimo:
{\displaystyle {\frac {\partial }{\partial V}}\left({\frac {\partial U}{\partial S}}\right)_{V}={\frac {\partial }{\partial S}}\left({\frac {\partial U}{\partial V}}\right)_{S}}
Uporabimo zvezi med parcialnima odvodoma notranje energije U in temperaturo T ter tlakom P. Dobimo:
{\displaystyle \left({\frac {\partial T}{\partial V}}\right)_{S}=-\left({\frac {\partial P}{\partial S}}\right)_{V}}
kar je prva Maxwellova relacija. 
Ostale tri osnovne Maxwellove relacije lahko na podoben način dobimo z diferencialnimi oblikami ostalih treh termodinamskih potencialov F, H in G:
{\displaystyle dF=-SdT-PdV}
{\displaystyle dH=TdS+VdP}
{\displaystyle dG=-SdT+Vdp,}
dodatne Maxwellove relacije pa preko cikličnih relacij s katerimi lahko izračunamo termične lastnosti snovi, kot so: α: koeficient temperaturnega raztezka, κ: stisljivost snovi, CV: toplotna kapaciteta pri konstantnem volumnu in CP: toplotna kapaciteta pri konstantnem tlaku.